# Comté de Cottonwood
Pour les articles homonymes, voir Cottonwood.

Position du comté de Cottonwood sur la carte du Minnesota

Le comté de Cottonwood (en anglais : Cottonwood County) est un des comtés de l'État du Minnesota. Le siège du comté se situe à Windom.

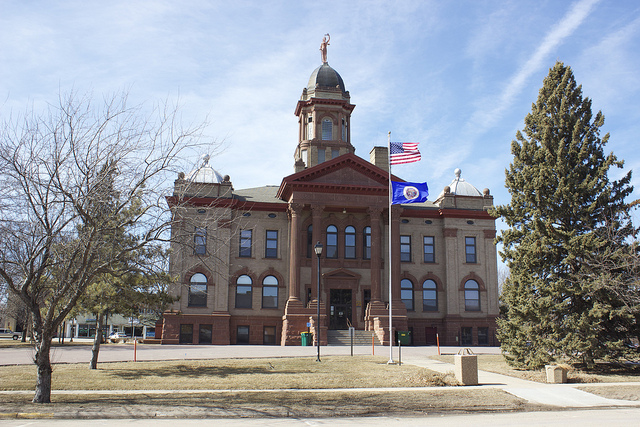
Palais de justice du comté de Cottonwood